# Produit intérieur brut des États-Unis

## Statistiques du Bureau d'Analyses économiques[1]
1997 : 8 577 552 millions de dollars
1998 : 9 062 817  millions de dollars
1999 : 9 630 663  millions de dollars
2000 : 10 252 347  millions de dollars
2001 : 10 581 822 millions de dollars
2002 : 10 936 418 millions de dollars
2005 : 13 036 637 millions de dollars
2006 : 13 814 609 millions de dollars
2007 : 14 451 860 millions de dollars
2008 : 14 712 845 millions de dollars
2009 : 14 448 932 millions de dollars
2010 : 14 992 052 millions de dollars
2011 : 15 542 582 millions de dollars
2012 : 16 197 007 millions de dollars
2013 : 16 784 851 millions de dollars
2014 : 17 527 258 millions de dollars
2015 : 18 224 780 millions de dollars
2016 : 18 715 040 millions de dollars
2017 : 19 519 424 millions de dollars
2018 : 20 580 223 millions de dollars
2019 : 21 427 690 millions de dollars

## Croissance duPIB
2000-2001 : 3,1 %
2001-2002 : 3,4 %
2002-2003 : 4,8 %
2003-2004 : 6,6 %
2004-2005 : 6,7 %
2005-2006 : 6,0 %
2006-2007 : 4,6 %
2007-2008 : 1,8 %
2008-2009 : -1,8 %
2009-2010 : 3,8 %
2010-2011 : 3,7 %
2011-2012 : 4,2 %
2012-2013 : 3,6 %
2013-2014 : 4,4 %
2014-2015 : 4,0 %
2015-2016 : 2,7 %
2016-2017 : 4,3 %
2017-2018 : 5,4 %
2018-2019 : 4,1 %